# 関ケ島
関ケ島(せきがしま)は、千葉県市川市の地名。郵便番号は272-0105。

## 地理
関ケ島は市川市行徳地区の北に位置し、南西は伊勢宿、北西は旧江戸川上で東京都江戸川区、北東は本行徳と本塩、南東は富浜、末広と接している。住居表示実施済み区域。

## 世帯数と人口
2017年（平成29年）9月30日現在の世帯数と人口は以下の通りである。
| 町丁   | 世帯数  | 人口    |
| ------ | ------- | ------- |
| 関ケ島 | 772世帯 | 1,594人 |

## 小・中学校の学区
市立小・中学校に通う場合、学区は以下の通りとなる。
| 番地 | 小学校             | 中学校             |
| ---- | ------------------ | ------------------ |
| 全域 | 市川市立行徳小学校 | 市川市立第七中学校 |

## 交通

### 鉄道
- 東京メトロ東西線行徳駅
- 東京メトロ東西線妙典駅

両駅とも、関ケ島から徒歩でおよそ1kmの場所にある。

### バス
関ケ島にバス停は設置されていないが、京成トランジットバス浦安01/03/04系統本八幡駅行・浦安駅行・行徳駅行・新浦安駅行が通っており、近隣の以下のバス停が利用できる。
- 伊勢宿停留所
- 行徳四丁目停留所

### 道路
- 行徳街道(県道6号)
- 行徳バイパス(県道6号)

## 施設
- 徳蔵寺
- 胡録神社
- 行徳あけぼの保育園